# سينتنال
السينتنال (بالإنجليزية: Sentinel)‏ هم من صنعهم دكتور بوليفار تراسك لكي يدمروا الفرقة المعروفة بالرجال-إكس، وهم عبارة عن ثلاث آلات لونها أسود، تمتصّ قوة المتحولين.

## روابط خارجية
- السينتنال في ويكي عالم مارفل